# Alice Practice
Alice Practice é o primeiro lançamento da banda Crystal Castles. O EP foi lançado na gravadora Merok Records, no dia 9 de Julho de 2006. A faixa "Air War" ganhou destaque do website Pitchfork Media, e pouco depois, "Alice Practice" foi uma das canções executadas na trilha sonora do seriado Skins.
| Críticas profissionais                                                      | Críticas profissionais |
| Avaliações da crítica                                                       | Avaliações da crítica  |
| Fonte                                                                       | Avaliação              |
| --------------------------------------------------------------------------- | ---------------------- |
| Drowned in Sound                                                            | [ 2 ]                  |
| Esta tabela precisa de ser acompanhada por texto em prosa. Consulte o guia. |                        |

## Faixas
1. "Alice Practice" – 2:43
2. "Dolls" – 1:29
3. "Air War" – 3:44
4. "Love and Caring" – 2:18